# Fraisthorpe with Auburn and Wilsthorpe
Fraisthorpe with Auburn and Wilsthorpe var en civil parish från 1896 till 1935 då den blev en del av Barmston, Carnaby och Bridlington, i grevskapet East Riding of Yorkshire, i England. Civil parish var belägen 25 km från Beverley och hade 120 invånare år 1931.